# 能源安全及淨零部
能源安全及淨零部（簡稱） 是一個英國內閣部門，負責制定有關能源市場和效率、氣候變化和淨零排放政策。
2023年2月7日，此部門於首相辛偉誠改組內閣後成立，承接原本由商業能源及工業策略部的能源政策範圍。此部門須接受英國下議院的能源安全及淨零專責委員會的監察。
該部門由能源安全及淨零大臣領導，並由兩名國務大臣、三名政務次官及多名高級公務員支援。現任大臣為文立彬。

## 職責
能源安全及淨零部負責以下事務：
- 保障能源供應安全
- 確保能源市場正常運作
- 鼓勵提高能源效率
- 掌握淨零的機遇，引領全球的綠色產業發展

## 大臣團隊
| 職位                     | 職位               | 大臣                 |
| ------------------------ | ------------------ | -------------------- |
| 能源安全及淨零大臣       | 能源安全及淨零大臣 | 文立彬 議員閣下      |
| 能源安全及淨零部國務大臣 | 工業事務部長       | 莎拉·瓊斯 議員       |
| 能源安全及淨零部國務大臣 | 能源安全及淨零部長 | 菲利普‧亨特勳爵 閣下 |
| 能源安全及淨零部政務次官 | 氣候事務部長       | 凱莉·麥卡錫 議員     |
| 能源安全及淨零部政務次官 | 能源事務部長       | 米高·尚克斯 議員     |
| 能源安全及淨零部政務次官 | 能源消費者事務部長 | 米亞塔·法恩布爾 議員 |